# علي نايفة
علي حسن أحمد نايفة (أبو ماهر؛ 21 ديسمبر 1933 - 27 مارس 2017) هو عالم وبروفيسور فلسطيني في الهندسة الميكانيكية، ولد في مدينة طولكرم الفلسطينية. ألّف الكثير من الكتب، وله براءات اختراع مسجلة حول العالم. تم تكريمه بالعديد من الجوائز العالمية من أهمها حصوله على جائزة بنجامين فرانكلين التقديرية في الهندسة الميكانيكية، وهي أرفع جائزة تقدّم في الهندسة الميكانيكية.

## نشأته وتعليمه
وُلد علي حسن أحمد نايفة في مدينة طولكرم الفلسطينية بتاريخ 21 ديسمبر 1933، تلقّى تعليمه الابتدائي والإعدادي في مدارسة مدينته، كما تابع دراسته الثانوية في المدرسة الفاضلية العريقة في المدينة. وبعد تخرجه عمل معلمًا متنقلًا أو منقولًا بين مدارس الأردن، حتى تيسرت له بعثة للدراسة في الولايات المتحدة بواسطة إحدى الجمعيات الأمريكية.
بدأت رحلته في جامعة ستانفورد الأمريكية، حيث قام بإكمال جميع مراحل الدراسة الجامعية الثلاث في أربع سنوات ونصف، وذلك غير مسبوق إلى الآن في أمريكا حسب تحقيق علمي واستقصائي. توجّه للتعليم الجامعي في معهد بولتيكنيك ولاية فرجينيا، حيث عُيّن أستاذًا كامل الأستاذية في المعهد والجامعة، وبرتبة أستاذ متميز في الهندسة فيها.

## حياته الشخصية
نشأ العالم علي نايفة في كنف أسرة عُرفت بالعلم؛ فهو شقيق كل من: العالم تيسير نايفة، والعالم منير نايفة، والعالم عدنان نايفة.

## السيرة المهنية
قدّم نايفة 655 عرضاً في مؤتمرات علمية وهندسية عالمية، ونظّم وأشرف على سبعة عشر مؤتمراً علمياً وهندسياً عالمياً. وقد تم تكريمه بثلاث شهادات دكتوراه فخرية روسية، وبولندية، وألمانية (من جامعة ميونخ). وأسّس نايفة مجلتين علميتين هما مجلة الديناميات غير الخطية ومجلة الاهتزاز والتحكم. وهو أيضاً معتمد من دار نشر وايلي وأولاده في نيويورك لتحرير سلسلة من الكتب العلمية. كما أنه زميل في عدة جمعيات علمية وهندسية أمريكية.
أما إسهاماته العربية فكثيرة أيضاً، فقد أسّس كلية الهندسة في جامعة الملك عبد العزيز في جدة سنة 1976 وقد قاد فريقاً لذلك من 35 عضواً للهندسة في أمريكا بما في ذلك أساتذة وعمداء في معهد ماسوستش للتكنولوجيا (MIT) وهارفارد، وستانفورد، وبيركلي، وفرجينيا للتكنولوجيا. كما أسس كلية الهندسة في جامعة اليرموك في إربد وعمل عميداً لها. وأنشأ برنامجاً في الميكانيكا في تونس، وشارك في بحوث تعاونية في الهندسة في تركيا والأردن ومصر وتونس. وقد تخرج تحت إشرافه 98 طالباً وطالبة من درجة الدكتوراه وما بعد الدكتوراه في الهندسة والفيزياء والرياضيات. تم تكريمه بالعديد من الجوائز العالمية من أهمها حصوله على جائزة بنجامين فرانكلين التقديرية بالهندسة الميكانيكية، وهي أرفع جائزة تُقدم في الهندسة الميكانيكية، علما أن هذه الجائزة حصل عليها العالم الفيزيائي ألبرت أينشتاين.

## مؤلفاته
نشر نايفة 485 بحثاً أصيلاً في مجلات علمية متميزة ومحكمة (Archival Journals) أي أكثر من بحث واحد في الشهر. وألّف أيضاً عشرة كتب علمية في الهندسة والرياضيات التطبيقية والفيزياء تُدرس في كثير من الجامعات بما في ذلك الجامعات الإسرائيلية وترجم بعضها إلى الصينية، واليابانية، والروسية. كما كتب 37 باباً في كتب علمية وهندسية مشتركة. وله براءات اختراع عدة مسجلة في أمريكا وأوروبا والصين واليابان. كما عمل في شركتين للطيران لمدة سبع سنوات، حيث بحث في موضوعات صعبة ومعقدة في الميكانيكية والفيزياء والرياضيات.

## وفاته
توفي في إحدى مستشفيات عمّان في يوم 27 مارس 2017 عن عمر يناهز 83 سنة.

## وصلات خارجية
- علي نايفة في شجرة علماء الرياضيات
- علي نايفة على موقع المكتبة المفتوحة (الإنجليزية)